# Ar-Radd ʿalā man achlada ilā al-ard wa-dschahila anna al-idschtihād fī-kulli ʿasrin fard
Das Werk ar-Radd ʿalā man achlada ilā al-ard wa-dschahila anna al-idschtihād fī-kulli ʿasrin fard  (arabisch الرد على من أخلد إلى الأرض وجهل أن الاجتهاد في كل عصر فرض, DMG ar-Radd ʿalā man aḫlada ilā al-arḍ wa-ǧahila anna al-iǧtihād fī-kulli ʿaṣrin farḍ ‚Zurechtweisung desjenigen, der der Erde zugewandt war und nicht wusste, dass die eigenständige Urteilsfindung in jeder Zeit eine Pflicht ist‘) des islamischen Rechtsgelehrten Dschalāl ad-Dīn as-Suyūtī (1445–1505) behandelt eine wichtige Frage der islamischen Rechtstheorie, nämlich ob das Tor zum idschtihād nach der Etablierung der Rechtsschulen etwa um die Mitte des 4./10. Jahrhunderts geschlossen bzw. ob die Ausübung der eigenständigen Urteilsfindung ab dieser Zeit nicht mehr zulässig ist. In seiner polemischen Abhandlung wendet sich der Autor gegen die Opponenten der Auffassung eines Fortbestehens der eigenständigen Urteilsfindung (idschtihād) und hebt hervor, dass der idschtihād in jedem Zeitalter eine kollektive Pflicht der muslimischen Gemeinschaft ist. Die Nichterfüllung dieser Aufgabe führt, laut as-Suyūtī, zur Aufhebung der Scharia. Das Buch wurde im Jahr 888/1483 verfasst.

## Hintergrund und Textgeschichte
Hinter der Erstellung des vorliegenden Werks steht die Debatte über den idschtihād und die für ihn erforderlichen Qualifikationen sowie die Frage, inwieweit letztere von den Gelehrten in jeder Zeit erfüllt werden können. Der Ansatzpunkt für diesen Diskurs liegt in der zu as-Suyūṭīs Zeit verbreiteten Aussage ġalq/insidād bāb al-iǧtihād (‚Schließung des Tores zum idschtiād‘). Hierbei geht es um die Auffassung, dass niemand mehr in der Lage sei, einen (unabhängigen) idschtiād zu praktizieren bzw. niemand mehr dazu prädestiniert sei, die für den idschtihād (mustaqill) erforderlichen Kompetenzen zu erlangen. Somit sei die idschtihād-Praxis seit jener Zeit nicht mehr zulässig gewesen.
Wael Hallaq zufolge zeigt eine chronologische Analyse der einschlägigen Literatur zu diesem Thema ab dem 4./10. Jahrhundert, dass bis ca. 500 n. H. die Aussage „insidād bāb al-iǧtihād“ keinerlei Erwähnung findet.
Das Aufkommen dieser Auffassung sieht der Historiker und ein Vorreiter der soziologischen Denkweise, Ibn Ḫaldūn (gest. 1405), zum einen als Resultat der begrifflichen Komplexität und der erheblichen Erweiterung der Wissenschaften. Dadurch sei es schwieriger geworden, die für den idschtihād nötigen Kompetenzen zu erlangen. Zum anderen führt er sie auf die Befürchtung vieler zurück, dass der idschtihād von unqualifizierten oder unehrenhaften Personen angewendet werden könnte. Daraus erkläre sich, dass die Zeitgenossen dieser Epoche (nach der Etablierung der Rechtsschulen etwa um die Mitte des 4./10. Jahrhunderts), nach Ibn Ḫaldūn, eine allgemeine Unfähigkeit zum idschtihād postulierten und sich auf die vier bestehenden Rechtsschulen begrenzten. Seitdem wurde jeglicher Anspruch auf den idschtihād angezweifelt oder sogar kategorisch abgelehnt.
Zu den zurückgewiesenen Ansprüchen auf den idschtihād-Rang gehört jener von as-Suyūṭī. Als Antwort auf die Überzeugung, dass die Ausübung des idschtihād nicht mehr möglich sei und infolgedessen jeglicher Anspruch darauf verwehrt wurde, verfasste as-Suyūṭī die vorliegende Abhandlung, in welcher er voller Selbstbewusstsein darlegt, dass der idschtihād in jeder Generation der muslimischen Gemeinde eine kollektive Pflicht ist und es daher kein Zeitalter ohne einen mudschtahid geben dürfte.

## Textzeugen und -quellen
Dieses Buch wurde durch einige Handschriften überliefert, die sich in verschiedenen Bibliotheken befinden. Dazu zählen die Bibliothek der Azhar und die Ägyptische Nationalbibliothek in Kairo sowie jene der Riad-Universität und die Bibliothek in Leiden (Manuskript Nr. 474/26). Die erste Ausgabe des Buches stammt aus dem Jahr 1325/1907, welche al-Maṭbaʿa aṯ-Ṯʿālibīya in Algerien veröffentlichte. Kurz danach folgte eine zweite Veröffentlichung des Werks in Alexandria. Daraufhin wurde das Buch mehrfach in verschiedenen arabischen Ländern ediert. Die zuletzt veröffentlichte Ausgabe ist aus dem Jahr 2021 von Dāʾirat asch-schuʾūn al-islamīya aw-l-ʿamal al-chairī in Dubai, die von ʿAbd al-Hakīm al-Anīs ediert wurde.
In seiner Abhandlung stützt sich as-Suyūṭī auf etwa 130 Werke, vor allem aus dem Bereich der islamischen Rechtstheorie und Jurisprudenz, wie ar-Risāla von asch-Schāfiʿī (gest. 820), Šarḥ al-muʿtamad von Abū Husain al-Basrī (gest. 1044), al-Muhaḏḏab von Abū Ishāq asch-Schīrāzī (gest. 1083), al-Burhān fī uṣūl al-fiqh von Imām al-Haramain al-Dschuwainī (gest. 1085) und al-Mustaṣfā von al-Ghazālī (gest. 1111). Erwähnenswert ist zudem, dass as-Suyūtī einige Quellen verwendet, die heute entweder nur noch als Manuskripte existieren oder aber gänzlich verloren gegangen sind.

## Aufbau und Inhalt
Das zu behandelnde Buch besteht aus vier Kapiteln. Das Incipit lautet: Subḥāna l-Llāhi muṣṣarifu l-Umūra wa-l-aqdār.

### Kapitel 1
In diesem Kapitel liefert as-Suyūṭī zahlreiche Aussagen und Zitate von Rechtsgelehrten der vier sunnitischen Rechtsschulen, vor allem der Schāfiʿiten, welche as-Suyūṭīs Auffassung – entsprechend welcher der idschtihād in jedem Zeitalter eine kollektive Pflicht ist und es kein Zeitalter ohne einen mudschtahid geben darf – untermauern. Hierbei stellt der Autor anhand der Aussagen von Gelehrten verschiedener Rechtsschulen fest, dass deren Ansichten sich mit seinem eigenen Standpunkt decken und macht asch-Schāfiʿī als Gelehrten aus, der jene gemeinsame Auffassung als Erster vertrat.
In seiner Argumentation bedient sich as-Suyūṭī Äußerungen von Rechtsschulgründern oder führender Gelehrten, in welchen diese den taqlīd (Gegenteil zum idschtihād; die kritiklose Befolgung bzw. Nachahmung einer der Rechtsschulen oder früheren -auffassungen) sowohl in Bezug auf ihre eigenen Rechtsauffassungen als auch auf jene von anderen verbieten.
In diesem Zusammenhang unterscheidet as-Suyūṭī zwischen den Laien, denen der taqlīd erlaubt sei und den zum idschtihād befähigten Rechtsgelehrten, denen der taqlīd verboten sei. Außerdem thematisieren die angeführten Zitate die Ausübung des idschtihād als kollektive Pflicht für die muslimische Gemeinschaft. Die angebliche Inexistenz eines mujdschahids würde bedeuten, dass sich die Gemeinschaft auf einen Irrtum geeinigt hätte, was grundsätzlich unmöglich sei. Diese kollektive Pflicht könne nämlich (zumindest) durch einen mudschtahid mutlaq erfüllt werden.
Insgesamt stützt sich as-Suyūṭī im Laufe des Kapitels vornehmlich auf Aussagen von schāfiʿitischen Gelehrten, wie al-Muzanī (gest. 878), Abū al-Hasan al-Māwardī (gest. 1058), al-Dschuwainī, al-Ghazālī, an-Nawawī (gest. 1277) sowie auf den Mālikiten Ibn al-Qaṣṣār (gest. 1007) und al-Qarāfī (gest.1285).
Als weiteres Argument dafür, dass der idschtihād in jedem Zeitalter eine kollektive Pflicht ist, bringt as-Suyūṭī vor, dass es einige Posten gebe, die ausschließlich durch einen mudschtahid besetzt werden dürfen. Zu diesen gehören z. B. die Führung der muslimischen Gemeinde bzw. des Kalifats – laut den Schāfiʿiten, Mālikiten und Hanbaliten –, das Richteramt – entgegen der Meinung der Hanafiten –, bei der Fatwaerteilung und der Huldigung eines Landesherrn.

### Kapitel 2
Im zweiten Kapitel thematisiert as-Suyūṭī die Frage, ob die Inexistenz von mudschtahids in einer Zeit (ḫulūw al-ʿaṣr min muǧtahid) möglich oder plausibel ist. In diesem Kontext schließt as-Suyūṭī sich der Ansicht an, entsprechend welcher eine Inexistenz unmöglich ist. Überdies nennt er die Verfechter dieser Auffassung, nämlich die Ḥanbaliten sowie einige Šāfiʿiten. Dieser Standpunkt beruht auf prophetischen Aussagen wie „Die Erde wird nie jemanden entbehren, der sich für Gotteswort einsetzt.“ (lan taḫlū al-arḍ min qāʾim li-Llāh bi-ḥuǧǧatih).
Zur Untermauerung seiner These setzt sich der Autor mit der zu seiner Zeit verbreiteten Meinung auseinander, gemäß welcher es keinen mudschtahid muṭlaq mehr gebe, sondern in jeder Zeit nur noch abhängige bzw. eingeschränkte mudschtahids. Diese Auffassung widerlegt as-Suyūṭī anhand von zahlreichen Zitaten früherer Gelehrten und kritisiert, dass viele seiner Zeitgenossen zwischen den verschiedenen Rängen der mudschtahids nicht unterscheiden können. Zudem hebt er hervor, dass die Gelehrten, welche vom Untergang des mudschtahid mustaqill gesprochen hätten, gleichzeitig das Vorhandensein eines mudschtahid muṭlaq zum Ausdruck gebracht hätten.
Überdies beleuchtet as-Suyūṭī den Unterschied zwischen den diversen mudschtahid-Rängen folgendermaßen:
- Der mudschtahid mustaqill sei ein unabhängiger Gelehrter, der bei der Rechtsfindung eigenständige Methoden außerhalb der verschiedenen Rechtsschulen entwickele und dementsprechend selbständig Rechtsentscheidungen treffe. Nach der herrschenden Meinung gebe es diese Art von mudschtahids jedoch schon lange nicht mehr und sei dieser Rang des idschtihād nicht mehr erreichbar.
- Mudschtahid muṭlaq muntasib: D. h., ein uneingeschränkt-angehöriger mudschtahid. Dieser Kategorie gehören Juristen an, welche die für einen idschtihād mustaqill erforderlichen Voraussetzungen erfüllen, aber keine eigenen rechtstheoretischen Regel entwickelten, sondern sich bei der Rechtsfindung an der theoretischen Methodologie einer der Imame der Rechtsschulen orientieren. Somit sei jeder mudschtahid mustaqill ein mudschtahid muṭlaq aber nicht umgekehrt.
- Mudschtahid muqayyad, Diesem idschtihād-Rang werden Rechtswissenschaftler zugeordnet, die sich sowohl in der Theorie als auch in der Praxis auf eine bestimmte Rechtsschule beziehen. Diese seien nicht dazu qualifiziert, direkt aus den Rechtsquellen Schlüsse zu ziehen und müssen sich daher bei ihren Entscheidungen auf Präzedenzfälle innerhalb der eigenen Schule stützen.

Im Anschluss daran beansprucht as-Suyūṭī für sich selbst den Rang des idschtihād muṭlaq muntasib und nicht jenen des mustaqill, da er bei seiner Rechtsfindung der Methodologie von asch-Schāfiʿī folge.
Gleichzeitig setzt er sich gegen jene zur Wehr, die ihm den Rang des idschtihād muqayyad zuordnen. Es sei insofern nicht gerechtfertigt, ihn in die Kategorie des mudschtahid muqayyad, einzuordnen als Mitglieder dieser Kategorie verglichen mit jenen der Stufe des idschtihād muṭlaq in Hadith und der arabischen Sprachwissenschaft noch Defizite hätten. Er selbst sei jedoch der beste Wissenschaftler weltweit auf diesen beiden Wissensgebieten.

### Kapitel 3
Dieses Kapitel widmet sich der Darstellung verschiedener Äußerungen von mehreren früheren Gelehrten, welche entweder den idschtihād förderten oder den taqlīd verurteilten bzw. untersagten. Zu diesen Gelehrten zählen beispielsweise asch-Schāfiʿī, al-Muzanī, Ibn Hazm (1064), Ibn ʿAbd al-Barr (gest. 1071), al-ʿIzz ibn ʿAbd as-Salām (gest. 1262), Abū Schāma (gest. 1267) und Ibn al-Qayyim (gest. 1350). Mithilfe dieser Aussagen entkräftet as-Suyūṭī außerdem die Argumentationsgrundlage der Befürworter des taqlīd, zu welchen die Haschwīya gehören.

### Kapitel 4
Das letzte Kapitel des Werks legt verschiedene Aspekte des Themas idschtihād dar, die as-Suyūṭī in erster Linie von anderen Gelehrten zitiert. Im Zuge dessen ist beispielsweise die Rede von den Wissenschaften, welche ein für den idschtihād kompetenter Gelehrter beherrschen muss. Zu den wichtigsten unter diesen Wissenschaften zählen:
- Kenntnis des Korans, insbesondere der Koranverse, die für das Recht unmittelbar von Relevanz sind. Die Zahl dieser Art von rechtlichen Versen beläuft sich laut al-Ghazālī auf 500 Verse. Gegen diese Einschätzung wird von anderen Gelehrten Einspruch erhoben.
- Kenntnis der Hadithe, vor allem derjenigen, die für das Recht eine wesentliche Rolle spielen. Für einige Gelehrte liegt die Zahl der rechtlichen Hadithe bei 3000, für andere ist von einer deutlich höheren Zahl auszugehen.
- Kenntnis der uṣūl al-fiqh (der Rechtstheorie) sowie die Beherrschung der arabischen Sprachwissenschaften.

Als spezielles Gebiet des islamischen Rechts solle sich ein mudschtahid auf dem Gebiet des Erbrechts (farāʿiḍ) sowie mit Fatwa-Erteilung, Mathematik und Genealogie auskennen. Hinzu kommen Lebenserfahrung und soziale Kompetenz.
Anschließend kommt der Autor auf die Frage zu sprechen, wie ein Laie feststellen kann, dass ein Gelehrter zum idschtihād qualifiziert ist. Asch-Schahristānī (gest. 1153) zufolge, Begibt sich ein Gelehrter in die Rolle eines mudschtahid, sobald er die Bedingungen für den idschtihād erfüllt, und in der Lage ist, mit den geeigneten Methoden Bestimmungen aus den Textquellen zu ermitteln. Die Öffentlichkeit erfahre davon, wenn der betroffene Gelehrte sich selbst zum mudschtahid erklärt. Solange dieser Gelehrte unter seinen Mitmenschen als fromm und rechtschaffen bekannt sei, gebe es dann keinen Grund, an seiner Ehrlichkeit zu zweifeln. Andere Gelehrte stellen dafür weitere Bedingungen auf. Beispielsweise setzt al-Ghazālī die Zeugenschaft von zwei rechtschaffenen Personen voraus, um die Einstufung eines Gelehrten als zum idschtihād fähig zu akzeptieren.
Ferner weist as-Suyūṭī auf den Diskurs über die Personengruppen hin, die den idschtihād-Rang erreichen können. In diesem Kontext betont as-Suyūṭī, dass auch Frauen und Sklaven die Kompetenz zum idschtihād erlangen können und folglich ihre Ansichten bei der Bildung des Gelehrtenkonsens (iǧmāʿ) berücksichtigt werden müssen. Ob auch ein Minderjähriger zum idschtihād fähig ist, sei hingegen umstritten.
Zu den behandelten Aspekten in diesem Kapitel zählt das Verhältnis zwischen der Erlangung des (absoluten) idschtihād-Rangs und der Zugehörigkeit zu einer Rechtsschule. So bestehe kein Widerspruch zwischen den beiden. Demnach solle ein mudschtahid (mutlaq), unabhängig davon ob er als Richter oder Lehrer in einer Madrasa tätig ist, den Ergebnissen seines eigenen idschtihād folgen, auch wenn diese von den Rechtsauffassungen seiner Schule abweichen. In den herangezogenen Aussagen sieht as-Suyūṭī einen weiteren Beweis für den von ihm beanspruchten idschtihād-Rang.
Was den Geltungs- bzw. Anwendungsbereich des idschtihād anbelangt, so kann dieser in jeder Disziplin der islamischen Wissenschaften situiert werden. Dementsprechend könne man als mudschtahid einer einzelnen Disziplin, wie in der arabischen Sprache oder in der Koranexegese, gelten, obwohl die betroffene Person in den anderen Wissenschaften nur über Grundkenntnisse verfüge. Falls man jedoch allgemein als mudschtahid bezeichnet wird, bedeute das, dass diese Person ein mudschtahid auf dem Gebiet des islamischen Rechts sein müsse.
Zum Schluss des Werks listet as-Suyūṭī etliche Prophetengefährten, deren Nachfolger sowie Gelehrte aus späteren Generation bis zu seiner Zeit auf, denen von anderen Gelehrten der Rang des mudschtahid zugeschrieben wurde oder die für sich selbst diesen Status beanspruchten. Dabei liegt sein Fokus vor allem auf den Gelehrten seiner eigenen schāfiʿitischen Rechtschule. Unter den Prophetengefährten werden insbesondere die vier rechtgeleiteten Kalifen erwähnt. Was die späteren Gelehrten angeht, so kommt er auf al-ʿIzz ibn ʿAbd as-Salām, Abū Schāma, an-Nawawī, Ibn Daqīq al-ʿĪd (gest. 1302), Ibn ar-Rifʿa (gest. 1310), Ibn Taymiyya (gest. 1328), Taqī ad-Dīn as-Subkī (gest. 1355), Dschmāl ad-Dīn al-Isnawī (gest. 1370) und Sirādsch al-Dīn al-Bulqīnī (gest. 1403) zu sprechen.